# Brand New Eyes
Brand New Eyes je třetím albem pop-punk-rockové skupiny Paramore. Album vyšlo v Česku 29. září 2009 pod Warner Music Czech Republic, v USA a Kanadě pod Fueled by Ramen. Obsahuje 12 skladeb, mezi nimi také singl známý ze soundtracku k filmu Twilight sága: Stmívání, „Decode“.

## Seznam skladeb
1. „Careful“
2. „Ignorance“
3. „Playing God“
4. „Brick by Boring Brick“
5. „Turn It Off“
6. „The Only Exception“
7. „Feeling Sorry“
8. „Looking Up“
9. „Where the Lines Overlap“
10. „Misguided Ghosts“
11. „All I Wanted“
12. „Decode“